# 凯莉·奥哈拉 (足球运动员)
凱莉·莫琳·歐哈拉（英語：Kelley Maureen O'Hara，1988年8月4日—）是前美国職業女子足球运动员，司職後衛和邊鋒，曾效力國家女子足球聯賽球隊紐澤西/紐約高譚和美國國家女子足球隊。她曾代表美国国家队参加2012年、2016年和2020年夏季奥林匹克运动会足球比赛，获得一枚金牌和一枚铜牌。

## 外部連結
- 凯莉·奥哈拉在國家女子足球聯賽
- 凱莉·歐哈拉 （页面存档备份，存于）在華盛頓精神
- 凯莉·奥哈拉 – FIFA國際賽競賽紀錄 (存檔)
- 凯莉·奥哈拉的Facebook專頁
- 凯莉·奥哈拉的X（前Twitter）
- 凯莉·奥哈拉的Instagram帳戶
- Soccerway資料庫：凯莉·奥哈拉
- Just Women's Sports podcast （页面存档备份，存于）